# Семенюк Осип
Осип Семенюк (* 25 липня 1888, м. Сокаль, тепер Львівська область — † 10 серпня 1937, м. Харків) — український громадський та військовий діяч, співавтор першого військового підручника українською мовою (1914), командант сотні Українських січових стрільців. Закінчив Львівський університет. 1918–1920 — старшина УГА. Репресований в радянській Україні.

## Життєпис

### Походження
Народився у сім’ї паламаря, мав зріст близько двох метрів. Закінчив державну гімназію з українською мовою навчання у Перемишлі (нині Польща) та юридичний факультет Львівського університету. Був співорганізатором січово-стрілецького руху на Сокальщині, з 1909 року — кошовий повітового товариства «Січ». У 1910—1911 роках перебував у Відні (нині Австрія), де проходив однорічну військову службу та закінчив річні торговельні курси.

### Становлення січового стрілецтва
З метою підготовки майбутніх українських збройних сил, які воювали б у складі австрійського війська, засновник товариства «Січ» Кирило Трильовський 18 березня 1913 р. проголосив про створення українського військового товариства «Січові стрільці». Головним отаманом було обрано Володимира Старосольського, заступником — Дмитра Катамая.
Протягом кількох місяців стрілецькі товариства поширилися по усій Галичині. У Сокалі керівниками були — Осип Демчук і Осип Семенюк.
Для огляду всіх патріотичних сил було вирішено провести 28 червня 1914 року II-й краєвий здвиг руханкових, пожарних і стрілецьких товариств, приурочений до 100-ї річниці Тараса Шевченка.
До підготовчого комітету ввійшли: Кирило Трильовський, Дмитро Катамай, Осип Семенюк, Микола Балицький (від «Українського Січового Союзу»), Роман Дашкевич, Гриць Ничка (від «Повітової Січі» та «УСС II»), Іван Боберський, Семен Горук, Степан Гайдучок, М. Левицький (від «Сокола-Батька») і представник СТ «Україна».
У 1914 р. Осипом Семенюком та Осипом Демчуком на основі австрійського підручника «Dienstreglement I» був виданий «Правильник піхотинця», який мав велике значення в соціально-політичному, військовому, мовному плані для нації, що знову забажала стати державною.

### Перша світова війна

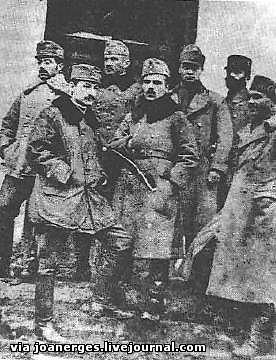
Група старшин УГА (зліва направор): отаман Н. Гірняк, поручник В. Старосольський, чотар М. Саєвич, полковник Д. Вітовський, чотар М. Гаврилко, І. Боберський, сотник О. Семенюк, до 2.08.1919

Українські добровольці, відібрані в Стрию, після складання присяги вирушили до Закарпаття для організаційного оформлення і військового вишколу. Там, у селах Ґоронда та Страбичів поблизу Мукачева, 7 вересня 1914 леґіон Українських Січових Стрільців було розділено на два з половиною курені (батальйони). Кожен курінь складався з чотирьох сотень, кожна сотня — з чотирьох чот. І-й курінь очолив Михайло Волошин, сотні — Василь Дідушок, Роман Дудинський, Осип Будзиновський і Никифор Гірняк, якого через хворобу згодом заміняли Володимир Сроковський та Ераст Коник. II-м куренем командував Гриць Коссак, сотнями — Сень Ґорук, Осип Семенюк, Михайло Баран, Осип Букшований. У III-му півкурені отаманом був Степан Шухевич, сотниками — Дмитро Вітовський та Теодор Рожанковський, якого 9 вересня замінив Іван Коссак.
10 вересня першою проти ворога виступила сотня Василя Дідушка, яка була найбільш вишколеною. У її складі переважали студенти і учні середніх шкіл, члени довоєнних стрілецьких товариств. Головним завданням сотні була охорона Верецького-Нижнього і Гусного перевалів. Через тиждень в район Сянок для несення розвідувальної й охоронної служби вирушила сотня Осипа Семенюка. 20 вересня на фронт відбула сотня Осипа Букшованого, яка з Мукачева залізницею добралася до Сваляви, звідти до Чинадієва.
Сотня Семенюка першою із стрільців прийняла бойове «хрещення». Дві чети сотні — під проводом Степана Пеленського та Богдана Гнатевича — 25 вересня 1914 р. на шляху з Турки до Сянок здійснили вдалий напад на російський кінний роз'їзд. Це, по суті, було перше збройне зіткнення українського війська з російськими загарбниками від часів битви під Полтавою в 1709 р. 27 вересня сотня Семенюка вела надзвичайно важкий бій за Сянки проти переважаючих сил противника. Він тривав від десятої години ранку до смеркання. Тоді ж дві чети сотні Дідушка, якими командували Михайло Гнатюк та Левко Коберський, разом із мадярським підрозділом стримували російські загони біля Ботелки. 28 вересня сотня Семенюка боронила Ужоцький перевал, а сотня Дідушка Веречки Вижні.
У ранзі поручника — командант сотні під час боїв 29 квітня — 4 травня 1915 року на горі Маківці.

### Служба в УГА
Служив у 1-му полку 1-ї бригади УСС в УГА. Згодом командир етапу 5-ї бригади УГА.
У 1920 році залишився в УРСР, проживав у Харкові, викладав у школі. 
Заарештований у 1931, але був звільнений у 1933. Повторно ув'язнений 2 серпня 1937 і швидко розстріляний у харківській тюрмі.